# Trevor Jones

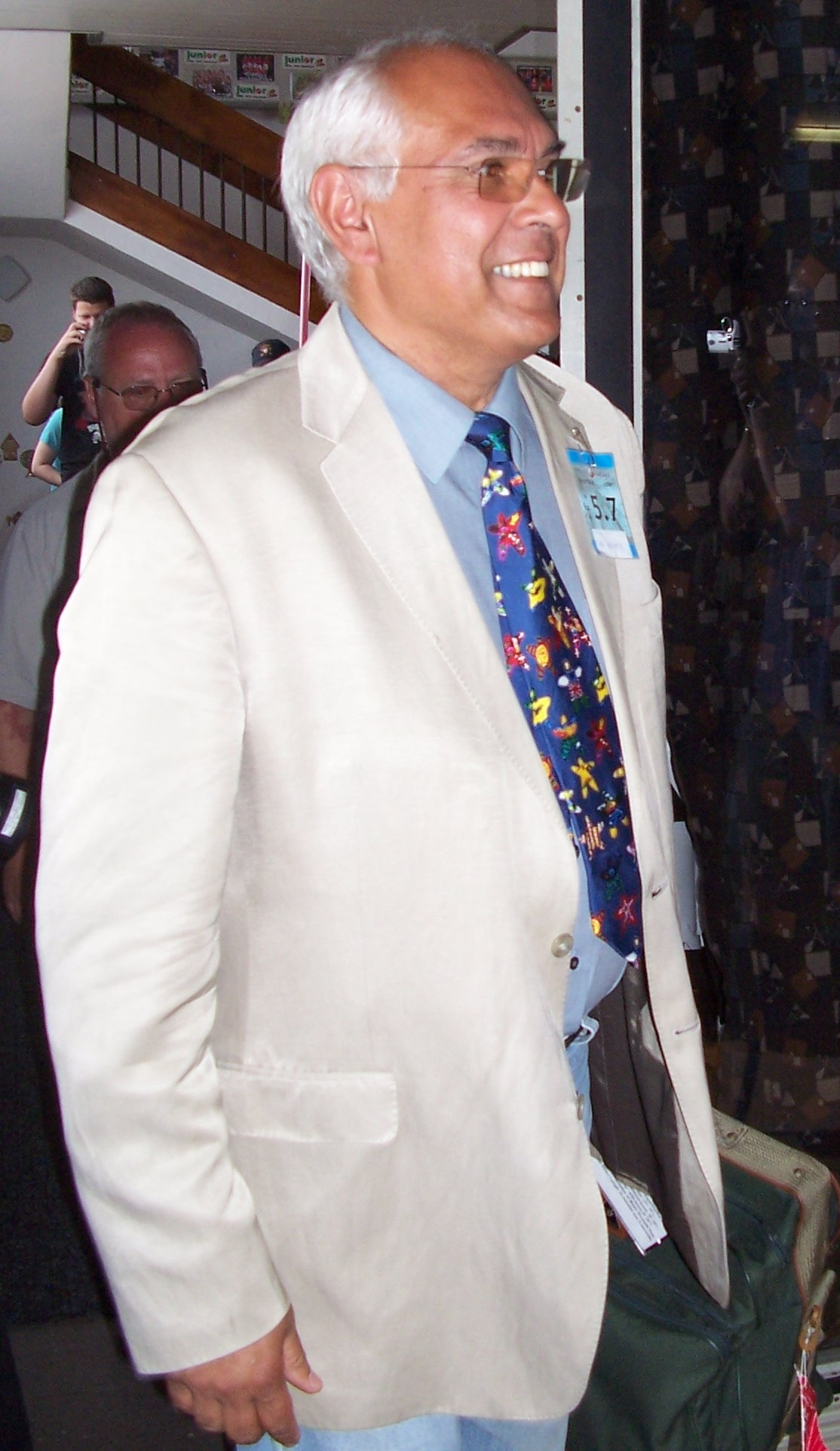
Trevor Jones

Trevor Alfred Charles Jones (* 23. März 1949 in Kapstadt, Südafrika) ist ein südafrikanischer Filmkomponist.

## Biografie
Aufgewachsen in einer musischen Familie wollte Jones schon mit fünf Jahren Filmkomponist werden. Ab 1967 besuchte er mit einem Stipendium die Royal Academy of Music in London und arbeitete danach für fünf Jahre bei der BBC als Rezensent von Film- und Fernsehmusik. Ab 1974 besuchte Jones die Universität York, die er mit einem Master-Titel in Film- und Medienmusik abschloss. Danach besuchte er noch die National Film and Television School und studierte drei Jahre die Grundzüge des Filmemachens sowie Film- und Tontechniken. Während dieser Zeit erstellte er schon die Musikuntermalung für 22 Studentenprojekte. 1981 schuf Jones den Score für den mit dem Oscar ausgezeichneten Kurzfilm The Dollar Bottom und den Kurzfilm The Black Angel.
Einer der ersten Erfolge für die große Leinwand war Jones Musik zu dem Jim-Henson-Film Der dunkle Kristall (The Dark Crystal, 1982), in dem er so ungewöhnliche Instrumente wie ein Flageolett und eine Okema einsetzte. Auch für Hensons Nachfolgefilm Die Reise ins Labyrinth schrieb Jones wieder die Musik und wurde bei den Vocaltiteln unterstützt von Popstar David Bowie, der dafür den Hit Underground schrieb. Jones ist auch ein erfolgreicher Arrangeur anderer Komponisten, so für die Titel im Film Brassed Off – Mit Pauken und Trompeten.

## Auszeichnungen
- 1990 – Nominierung für den BAFTA Award für Mississippi Burning
- 1993 – Nominierung für den BAFTA Award für Der letzte Mohikaner (The Last of the Mohicans)
- 1993 – Nominierung für den Golden Globe für Der letzte Mohikaner (The Last of the Mohicans)
- 1997 – Nominierung für den Anthony Asquith Award for Film Music der BAFTA Awards für Brassed Off
- 1998 – Nominierung für den Emmy für Merlin in der Kategorie Outstanding Music Composition for a Miniseries or a Movie
- 1999 – Nominierung für den Golden Globe für The Mighty – Gemeinsam sind sie stark (The Mighty) in der Kategorie Best Original Song – Motion Picture zusammen mit dem Sänger Sting

## Filmografie (Auswahl)
- 1981: Excalibur
- 1981: Time Bandits
- 1982: Der dunkle Kristall (The Dark Crystal)
- 1983: Insel der Piraten (Nate and Hayes)
- 1984: Die letzten Tage von Pompeji (The Last Days of Pompeii)
- 1985: Runaway Train (Runaway Train)
- 1986: Die Reise ins Labyrinth (Labyrinth)
- 1987: Angel Heart
- 1988: Dominick & Eugene (Dominick and Eugene)
- 1988: Mississippi Burning – Die Wurzel des Hasses (Mississippi Burning)
- 1990: Arachnophobia
- 1990: Todfreunde – Bad Influence (Bad Influence)
- 1991: Der Preis der Macht (True Colors)
- 1992: Der letzte Mohikaner (The Last of the Mohicans) (UK: Silber, US: Platin)[1]
- 1993: Cliffhanger – Nur die Starken überleben (Cliffhanger)
- 1993: Im Namen des Vaters (In the Name of the Father)
- 1995: Kiss of Death
- 1995: Richard III. (Richard III)
- 1996: Gullivers Reisen (Gulliver's Travels) (Fernsehfilm)
- 1996: Nessie – Das Geheimnis von Loch Ness (Loch Ness)
- 1997: Brassed Off – Mit Pauken und Trompeten
- 1997: Die Akte Jane (G. I. Jane)
- 1997: Lawn Dogs – Heimliche Freunde (Lawn Dogs)
- 1998: Dark City
- 1998: Desperate Measures – Jede Stunde zählt (Desperate Measures)
- 1998: Merlin (Fernsehfilm)
- 1998: Talk of Angels
- 1998: The Mighty – Gemeinsam sind sie stark (The Mighty)
- 1999: Cleopatra (Fernsehfilm)
- 1999: Molly
- 1999: Notting Hill
- 2000: Thirteen Days
- 2001: From Hell
- 2002: Dinotopia (Fernsehserie)
- 2002: Not a Girl (Crossroads)
- 2003: Die Liga der außergewöhnlichen Gentlemen (The League of Extraordinary Gentlemen)
- 2003: I’ll Be There
- 2004: In 80 Tagen um die Welt (Around the World in 80 Days)
- 2005: Chaos
- 2008: 3 und raus! (Three and Out)
- 2012: Das verlorene Labyrinth (Labyrinth)